# John Farrell (Eisschnellläufer)
John O’Neil Farrell (* 28. August 1906 in Hammond; † 20. Juni 1994 in Evergreen Park) war ein US-amerikanischer Eisschnellläufer.
Farrell lief bei den Olympischen Winterspielen 1928 in St. Moritz auf den 17. Platz über 5000 m, sowie auf den achten Rang über 1500 m, und holte über 500 m die Bronzemedaille. Im Winter 1931/32 belegte er bei der Mehrkampf-Weltmeisterschaft 1932 den 14. Platz und bei den Olympischen Winterspielen 1932 in Lake Placid den sechsten Rang über 500 m. Bei den Olympischen Winterspielen 1936 in Garmisch-Partenkirchen war er als Trainer des US-amerikanischen Eisschnelllaufteams tätig. Später arbeitete er als Abteilungsleiter in einem Kaufhaus von Sears.

## Persönliche Bestleistungen
| Disziplin | Zeit        | Datum            | Ort         |
| --------- | ----------- | ---------------- | ----------- |
| 500 m     | 43,6 s      | 11. Februar 1928 | St. Moritz  |
| 1500 m    | 2:26,8 min  | 11. Februar 1928 | St. Moritz  |
| 5000 m    | 9:21,8 min  | 1928             |             |
| 10.000 m  | 20:00,9 min | 19. Februar 1932 | Lake Placid |